# Raphaël Cerf
Raphaël Cerf (22 de julho de 1969) é um matemático francês, professor da Universidade Paris-Sul.
Obteve um doutorado em 1994 na Université Montpellier-II, orientado por Alain Berlinet, com a tese Une théorie asymptotique des algorithmes génétiques. Por suas contribuições à teoria das probabilidades recebeu o Prêmio Rollo Davidson de 1999 e o prêmio da European Mathematical Society de 2000. Foi palestrante convidado do Congresso Internacional de Matemáticos em Madrid (2006: On Ising droplets).

## Publicações selecionadas
- Raphaël Cerf (15 de outubro de 2004). «Le modèle d'Ising et la coexistence des phases». images.math.cnrs.fr
- The Wulff Crystal in Ising and Percolation models. Springer, Lecture Notes in Mathematics 1878, École d’été de probabilités de Saint-Flour, no. 34, 2004
- On Cramérs Theory in infinite dimensions. Société Mathématique de France, 2007
- Large deviations for three dimensional supercritical percolation. Société Mathématique de France, 2000